# Philipp Marx
Philipp Marx (* 3. Februar 1982 in Biedenkopf) ist ein ehemaliger deutscher Tennisspieler.

## Leben und Karriere
Als Junior war Philipp Marx bereits weltweit auf Turnieren unterwegs und hielt sich ein Jahr lang in den Top 100 der Junioren-Weltrangliste. Dabei besiegte er unter anderem den damals 17-jährigen Andy Roddick. Im Februar 2000 erreichte er mit Position 33 sein höchstes Ranking der Junioren-Weltrangliste und zählte zu den Top 3 Junioren in Deutschland.
Nach dem Abitur begann Marx in 2002 bei den Profis zu spielen und konnte in Jamaica seinen ersten Einzeltitel bei einem Turnier der Future-Kategorie feiern. Im Jahr 2004 wurde er Zweiter bei einem vierwöchigen Satellite-Turnier in Deutschland. Ein Jahr später gewann er in Dänemark/Schweden seinen ersten Satellite-Titel. Es dauerte bis 2006, dass er in der Schweiz zum zweiten Mal ein Future gewinnen konnte. Daraufhin erreichte er in der Tennisweltrangliste Rang 300, seine beste Einzel-Platzierung. Während dieser Zeit spielte er u. a. für den TEC Waldau Stuttgart in der Tennis-Bundesliga.
Erfolgreicher verlief seine Doppelkarriere: Nachdem er im Jahr 2005 zwei Future-Turniere gewonnen und zwei weitere Finals erreicht hatte, gewann er im November 2006 in Shrewsbury erstmals ein Challenger-Turnier und erreichte zudem zwei weitere Finals bei Turnieren dieser Kategorie. 2007 folgten ein weiterer Challenger-Turniersieg in Düsseldorf sowie vier weitere Titel bei Future-Turnieren. Das Jahr 2008 wurde noch erfolgreicher: Insgesamt vier Challenger-Titel in Fürth, Lugano, Scheveningen und Alphen aan den Rijn sowie mehrere erreichte Finals führten zu einer Bestmarke von Rang 107 in der Doppel-Tennisweltrangliste. Nach diesen Erfolgen entschied sich Marx dazu, sich voll und ganz aufs Doppel zu konzentrieren.
Zu Beginn des Jahres 2009 gelang dann schließlich der Einstieg in die Top 100. Im Juni 2009 folgte der bis dahin größte Erfolg: An der Seite des Australiers Rameez Junaid, mit dem er schon viele Turniere bestritten hatte, gelang Philipp Marx die Qualifikation für das Hauptfeld von Wimbledon. Nach einem glatten Erstrundensieg über Guillermo García López und Iván Navarro scheiterten sie in der zweiten Runde in fünf Sätzen an Prakash Amritraj und Aisam-ul-Haq Qureshi. Seit Oktober 2009 spielte Marx die meisten Turniere an der Seite des Slowaken Igor Zelenay. Die erste Zielsetzung der beiden war das Erreichen der Top 50 in, der langfristige Traum die Teilnahme an den ATP World Tour Finals.
Nach zwei Challenger-Titeln zum Ende des Jahres 2009 waren Marx und Zelenay zum Jahresende beide in den Top 80 und damit für die Australian Open 2010 direkt qualifiziert. Dort verloren sie nach zwei Siegen im Achtelfinale gegen die späteren Finalisten Daniel Nestor und Nenad Zimonjić. Einen Monat später rückten Marx und Zelenay beim ATP-Turnier von Delray Beach bis ins Finale vor, wo sie jedoch den Bryan-Brüdern Bob und Mike unterlagen. Kurz darauf erreichten sie das Halbfinale beim ATP-Turnier von Casablanca. Bei den French Open scheiterten die beiden bereits in der ersten Runde an Yves Allegro und Andreas Beck. In Wimbledon verlor Marx mit Zelenay wie schon im Vorjahr in der zweiten Runde gegen Aisam-ul-Haq Qureshi, der diesmal an der Seite von Rohan Bopanna spielte. Wieder war es ein sehr knappes Match, das erst im fünften Satz mit 13:11 entschieden wurde. Bei diesem Turnier spielte Marx auch erstmals im Mixed an der Seite von Andrea Petković. Die beiden verloren in einem knappen Match in der ersten Runde. In den folgenden Monaten konnten Marx und Zelenay in Stuttgart und Bukarest erneut jeweils ATP-Halbfinals erreichen. Zudem stand Marx mit seinem alten Partner Rameez Junaid in zwei Challenger-Finals. Bei den US Open erreichten Marx und Zelenay die zweite Runde. In diesem Jahr erreichte er mit Position 53 seine beste Platzierung in der Doppel-Weltrangliste.
Bei den Australian Open 2011 trat Philipp Marx zusammen mit Santiago González an, mit dem er auch schon im Vorjahr ein paar Turniere bestritten hatte. Sie scheiterten in der zweiten Runde an den an Position 2 gesetzten Maks Mirny und Daniel Nestor. In Wimbledon schaffte Marx, zusammen mit Jamie Cerretani aus den USA, mit dem Viertelfinale sein bestes Abschneiden bei einem Grand-Slam-Turnier. Dort unterlagen sie knapp mit 7:6 6:7 6:7 5:7 den an Position 6 gesetzten Michaël Llodra und Nenad Zimonjić. Ende des Jahres stand er auf Rang 64 der Doppel-Weltrangliste – ebenfalls eine Karrierebestmarke am Saisonende.
Mitte 2012 begann Marx mit Florin Mergea zusammenzuspielen. Die beiden gewannen gleich zwei Challenger-Turniere und zogen in zwei weitere Finals ein. Zusammen mit Mergea erreichte er vier weitere Finals im folgenden Jahr. Bei den ATP-Turnieren von Moskau und Zagreb konnte er ins Halbfinale einziehen. 2014 in Zagreb erreichte er sein zweites Finale bei einem ATP-World-Event. Mit Michal Mertiňák verlor er dort im Match-Tie-Break. Zu Ende des Jahres ließ Marx seine aktive Karriere nach 13 Jahren ausklingen. Er spielte seine letzten Turniere zusammen mit Tobias Kamke, mit dem er auch seinen letzten Turniersieg in Rennes feierte. Das letzte Match als Tennisprofi bestritt Marx mit Kamke im Finale des Challengers in Mouilleron Le Captif. Dort unterlagen die beiden den mehrmaligen Grand Slam Siegern Pierre-Hugues Herbert und Nicolas Mahut.
Nach der aktiven Spieler-Karriere begann Marx eine Tätigkeit als Tennistrainer. Ab 2016 ist er als Trainer (seit 2021 als Cheftrainer) beim FTC 1914 Palmengarten e. V. in Frankfurt am Main tätig. Als Trainer besitzt er die A-Lizenz des Deutschen Tennis Bundes sowie eine Fitness-A-Lizenz, Personal-Trainer-Lizenz und eine Medizinischer-Fitnesstrainer-Lizenz.

## Erfolge
| Legende (Anzahl der Siege)  |
| Grand Slam                  |
| ATP World Tour Finals       |
| ATP World Tour Masters 1000 |
| ATP World Tour 500          |
| ATP World Tour 250          |
| ATP Challenger Tour (16)    |

### Doppel

#### Turniersiege
| Nr. | Datum             | Turnier             | Belag         | Partner          | Finalgegner                           | Ergebnis          |
| --- | ----------------- | ------------------- | ------------- | ---------------- | ------------------------------------- | ----------------- |
| 1.  | 25. November 2006 | Shrewsbury          | Hartplatz (i) | Frederik Nielsen | Lars Burgsmüller Mischa Zverev        | 6:4, 6:4          |
| 2.  | 9. September 2007 | Düsseldorf          | Sand          | Fabio Colangelo  | Filip Polášek Igor Zelenay            | 3:6, 6:3, [10:7]  |
| 3.  | 8. Juni 2008      | Fürth               | Sand          | Alexander Peya   | Daniel Köllerer Frank Moser           | 6:3, 6:3          |
| 4.  | 5. Juli 2008      | Lugano              | Sand          | Rameez Junaid    | Mariano Hood Eduardo Schwank          | 7:67, 4:6, [10:7] |
| 5.  | 13. Juli 2008     | Scheveningen        | Sand          | Rameez Junaid    | Matwé Middelkoop Melle van Gemerden   | 5:7, 6:2, [10:6]  |
| 6.  | 7. September 2008 | Alphen aan den Rijn | Sand          | Rameez Junaid    | Bart Beks Matwé Middelkoop            | 6:3, 6:2          |
| 7.  | 22. Februar 2009  | Belgrad             | Teppich (i)   | Michael Kohlmann | Aisam-ul-Haq Qureshi Lovro Zovko      | 3:6, 6:2, [10:8]  |
| 8.  | 12. April 2009    | Athen               | Sand          | Rameez Junaid    | Jesse Huta Galung Rui Machado         | 6:4, 6:3          |
| 9.  | 31. Mai 2009      | Karlsruhe           | Sand          | Rameez Junaid    | Tomasz Bednarek Aisam-ul-Haq Qureshi  | 7:5, 6:4          |
| 10. | 22. November 2009 | Bratislava          | Hartplatz (i) | Igor Zelenay     | Leoš Friedl David Škoch               | 6:4, 6:4          |
| 11. | 6. Dezember 2009  | Salzburg            | Hartplatz (i) | Igor Zelenay     | Sanchai Ratiwatana Sonchat Ratiwatana | 6:4, 7:5          |
| 12. | 14. August 2011   | San Marino          | Sand          | Jamie Cerretani  | Daniele Bracciali Julian Knowle       | 6:3, 6:4          |
| 13. | 2. September 2012 | Como                | Sand          | Florin Mergea    | Colin Ebelthite Jaroslav Pospíšil     | 6:4, 4:6, [10:4]  |
| 14. | 14. Oktober 2012  | Rennes (1)          | Hartplatz (i) | Florin Mergea    | Tomasz Bednarek Mateusz Kowalczyk     | 6:3, 6:2          |
| 15. | 3. November 2013  | Eckental            | Teppich (i)   | Dustin Brown     | Piotr Gadomski Mateusz Kowalczyk      | 7:64, 6:2         |
| 16. | 12. Oktober 2014  | Rennes (2)          | Hartplatz (i) | Tobias Kamke     | František Čermák Jonathan Erlich      | 3:6, 6:2, [10:3]  |

#### Finalteilnahmen
| Nr. | Datum            | Turnier      | Belag         | Partner         | Finalgegner                   | Ergebnis         |
| --- | ---------------- | ------------ | ------------- | --------------- | ----------------------------- | ---------------- |
| 1.  | 28. Februar 2010 | Delray Beach | Hartplatz     | Igor Zelenay    | Bob Bryan Mike Bryan          | 3:6, 6:73        |
| 2.  | 9. Februar 2014  | Zagreb       | Hartplatz (i) | Michal Mertiňák | Jean-Julien Rojer Horia Tecău | 6:3, 4:6, [2:10] |